# IC 4042
IC 4042 ist eine Elliptische Galaxie mit aktivem Galaxienkern vom Hubble-Typ SB0 im Sternbild Coma Berenices am Nordsternhimmel. Sie ist schätzungsweise 286 Millionen Lichtjahre von der Milchstraße entfernt, hat einen Durchmesser von etwa 40.000 Lj und ist Mitglied des Coma-Galaxienhaufens.
Im selben Himmelsareal befinden sich u. a. die Galaxien NGC 4906, IC 4030, IC 4041, IC 4044.
Das Objekt wurde am 9. Mai 1896 von Hermann Kobold entdeckt.